# Corryvreckan

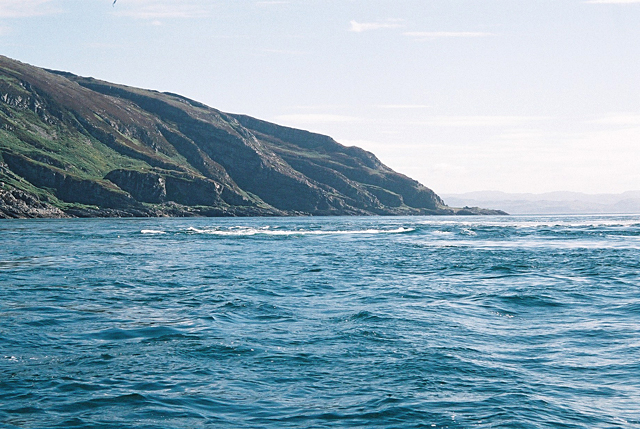
Mořský vír Corryvreckan

Corryvreckan (skotskou gaelštinou Coire-Bhreacain) je mořský vír, vytvářený přílivovým proudem v úžině mezi skotskými ostrovy Jura a Scraba ve Vnitřních Hebridách.

## Popis
Masy vody proudí mezi Lornskou a Jurskou úžinou rychlostí až 16 km a ve spojení s neobvyklou topografií mořského dna se tak v severozápadní části průlivu, nedaleko pobřeží ostrova Scraba, vytváří silný mořský vír (tzv. malström). Jde o třetí nejsilnější mořský vír na světě - po Malstrómu a Saltstraumenu u norského pobřeží. Burácení víru je možné slyšet až na vzdálenost 16 km.

## Název
Název je odvozen z gaelských slov coire (kruhová prohlubeň či údolí, tůň nebo nádrž, ve které víří voda) a breacan (strakatá či kostkovaná látka, především však tradiční skotský tartan) a doslova by se dal přeložit jako „Tartanová tůň“.
Podle Julese Verna v knize "Zelený paprsek" vydání z roku 1907, je toto místo pojmenováno právě podle onoho skandinávského prince z kapitoly "Pověsti a mýty" níže.

## Pověsti a mýty
Corryvreckan vystupuje v mnoha tradičních gaelských pověstech a mýtech. Traduje se kupříkladu, že Cailleach Bheur - mocná stařena, odpovědná za příchod zimy - zde pere svůj plášť, což udržuje chod ročních období. Podle další pověsti se zde utopil norský král Breacan, když se jel ucházet o dceru místního krále. V pohádce o Caomhanovi (Covanovi), synu Gorlově, která trochu připomíná pohádku O Zlatovlásce, se v hlubině úžiny proháněl stříbrný losos, kterého musel Coamhan vylovit, aby zachránil svou sestru.